# UVES

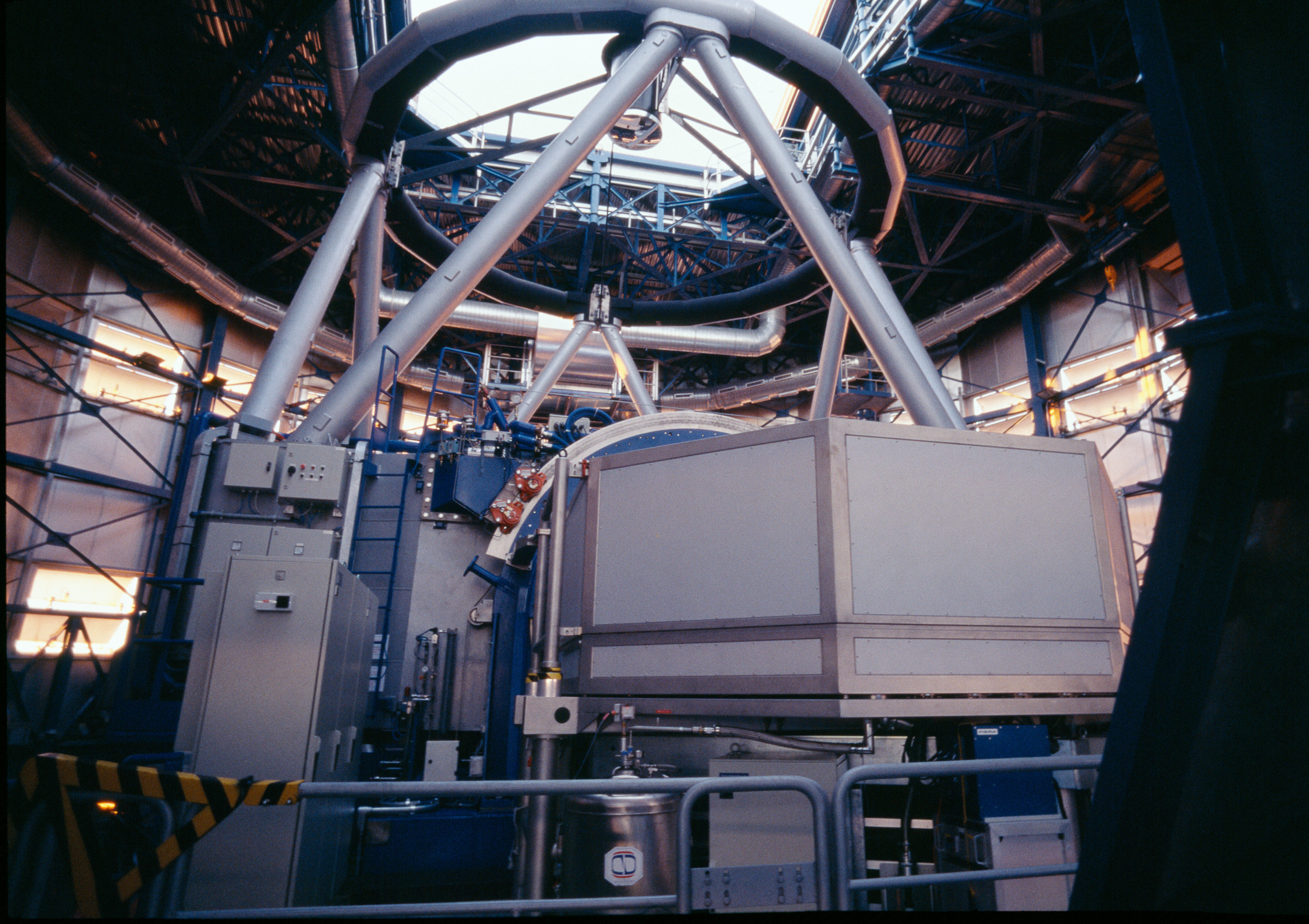
Lo strumento UVES, in primo piano, installato sull'unità UT2 del VLT

UVES (Ultraviolet Visual Echelle Spectrograph) è uno spettroscopio astronomico di tipo echelle a dispersione incrociata posto sul fuoco Nasmyth B dell'unità 2 (UT2, Kueyen) del Very Large Telescope presso l'osservatorio del Paranal. Lo strumento, sviluppato in collaborazione con l'osservatorio astronomico di Trieste e installato nel 1999, è stato progettato per funzionare in un intervallo di frequenze tra ultravioletto e infrarosso (dai 200 nm sino al limite di lunghezza d'onda superiore consentito dai rivelatori CCD, circa 1100 nm). Le osservazioni di prima luce sono state effettuate sulla supernova SN 1987A e sul quasar QSO HE2217-2818, con magnitudine 16,5 e redshift 2,4.
In uno spettrografo di questo tipo il fascio di luce sorgente da campionare viene suddiviso in due ''bracci''  (dimezzando così l'intervallo di lunghezza d'onda del segnale luminoso) e ulteriormente diffratto mediante particolari griglie scanalate. La quantità di scanalature determina una  ''quantizzazione'' della sorgente luminosa, da cui la sua risoluzione spettrale. I due bracci dello strumento possono campionare due sorgenti luminose simultaneamente ed in combinazione con lo spettrografo a campo integrale FLAMES possono essere osservate un massimo di otto sorgenti diverse contemporaneamente ad alta risoluzione, grazie alle fibre ottiche disponibili sul braccio rosso (i colori più vicini al rosso).

## Ricerca e risultati scientifici rilevanti
- Osservazioni effettuate nel 2021 avrebbero evidenziato la presenza di vapori di metalli pesanti nelle comete del Sistema Solare e nella cometa interstellare 2I / Borisov, rilevando la presenza di atomi neutri di ferro e nichel.[4]

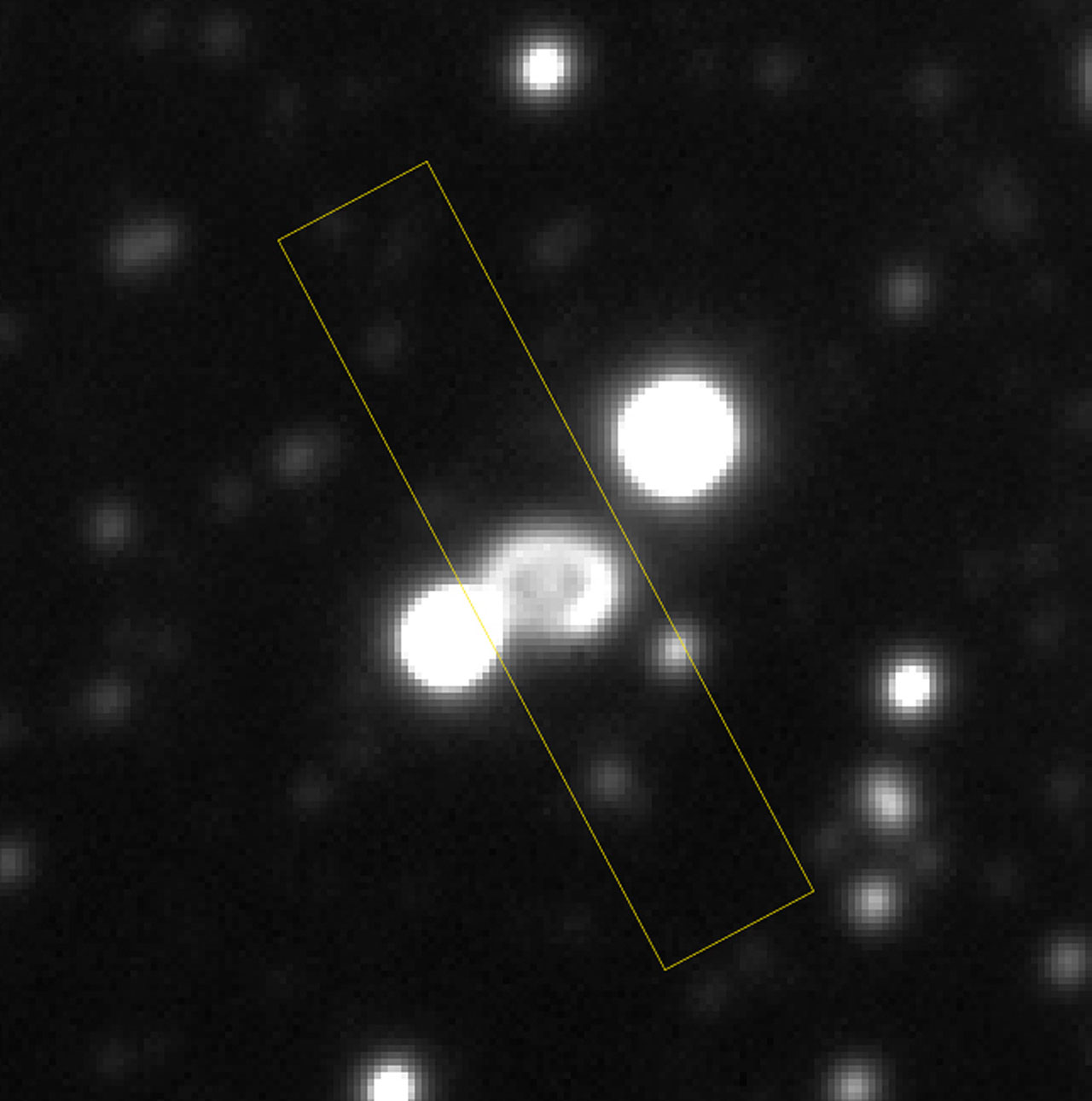
Prima luce di UVES, 1999: supernova 1987A tra due stelle vicine, distanti 4,3 arcsec.